# Emily Young (Bildhauerin)
Emily Tacita Young (* 13. März 1951 in London) ist eine britische Bildhauerin und Malerin. Sie wird zu den führenden Bildhauern Großbritanniens gezählt; ihre Werke sind in zahlreichen öffentlichen und privaten Sammlungen weltweit vertreten.

## Leben
Emily Young wuchs in einer Familie von Künstlern, Schriftstellern und Politikern auf. Ihre Großmutter Kathleen Scott war Schülerin von Auguste Rodin und Witwe des Polarforschers Robert Falcon Scott; sie heiratete in zweiter Ehe den Politiker und Schriftsteller Edward Hilton Young, 1. Baron Kennet. Ihr Sohn Wayland Young, 2. Baron Kennet, Emily Youngs Vater, war ebenfalls Politiker und Schriftsteller. Emilys Mutter Elizabeth Young war Schriftstellerin und Kommentatorin. Emilys Onkel war der Ornithologe, Umweltschützer und Maler Sir Peter Markham Scott.
Emily Young besuchte die Putney High School, die Holland Park School – beide in London –, die Friends School in Saffron Walden und die King Alfred School in London. 1968 studierte sie am Chelsea College of Art and Design und an der Saint Martin’s School of Art. In den späten 1960ern und in den 1970ern reiste sie viel, etwa nach Afghanistan, Pakistan, Indien, Frankreich, Italien, Afrika und in den Mittleren Osten. Zeitweise lebte sie in den Vereinigten Staaten, wo sie bei dem Bildhauer Robert White studierte.
Während ihrer Zeit an der Holland Park School besuchte sie 1966 regelmäßig die London Free School, wodurch sie mit der Underground-Kultur des Swinging London in Berührung kam. Womöglich war sie Syd Barretts Inspiration für den Song See Emily Play von Pink Floyd (1967).
In den 1970ern und 1980ern lebte und arbeitete Emily Young mit Simon Jeffes, dem Betreiber des Penguin Cafe Orchestra. 1978 bekamen sie einen Sohn, Arthur. Young gestaltete die Cover verschiedener Alben des PCO.